# Oblio

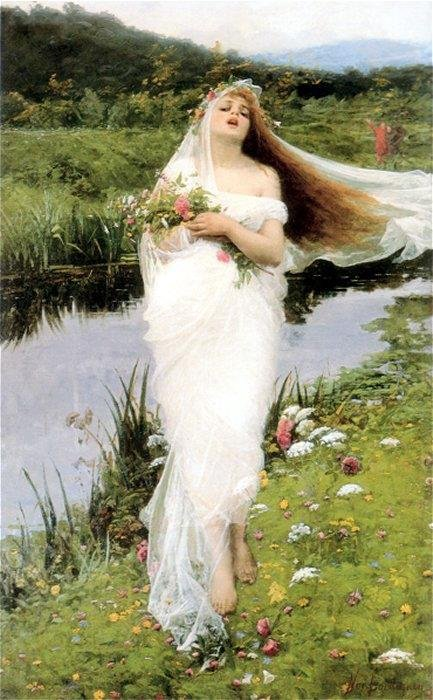
Matelda presso il fiume dell'oblio, dove nella mitologia greca le anime bevevano per dimenticare le loro vite passate prima di reincarnarsi, ma che Dante colloca sulla cima del Purgatorio affinché le anime si purifichino dalle loro colpe prima di salire al Paradiso.

L'oblio rappresenta la dimenticanza intesa come fenomeno non temporaneo, non dovuto a distrazione o perdita temporanea di memoria, ma come stato più o meno duraturo, come scomparsa o sospensione del ricordo con un particolare accento sullo stato di abbandono del pensiero e del sentimento. 
Da non confondersi con il concetto di amnesia, in quanto non condivide con questo la durata del fenomeno, tipicamente temporanea nell'amnesia, né il carattere di abbandono della volontà e del sentimento tipico dell'oblio.

## Ambiti

### Nella mitologia
Nella mitologia classica l'oblio è associato al Lete, ossia il fiume che conduce all'oltretomba tanto nella tradizione greca che in quella romana. A questo fiume dovevano bere le anime dei defunti per cancellare i ricordi della loro vita terrena, oppure coloro che erano chiamati a rinascere per obliare quel che avevano visto nel mondo sotterraneo.

### Nella filosofia

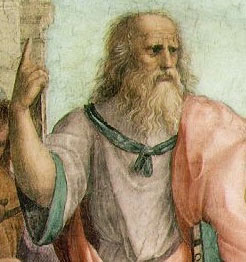
Platone

Il tema dell'oblio è rintracciabile nella storia della filosofia a partire da Platone, il quale fonda interamente la sua dottrina sul concetto di anamnesi o reminiscenza delle idee.
Le nostre conoscenze, secondo Platone, non derivano dall'esperienza, ma sembrano basarsi su forme e modelli geometrici che non trovano riscontro nella realtà fenomenica quotidiana; non esistono infatti i numeri in natura. Quei modelli matematici, che egli chiama appunto Idee, devono risultare pertanto da un processo di reminiscenza con cui giungono a risvegliarsi gradualmente nel nostro intelletto. Come si può notare, questa concezione presuppone l'innatismo della conoscenza, la quale presuppone a sua volta l'immortalità dell'anima, o meglio la sua reincarnazione (o metempsicosi), dottrina che Platone riprende probabilmente dalla tradizione orfica e pitagorica.
Secondo questa dottrina, una volta che l'anima umana si separi dal corpo in seguito alla morte ha la possibilità di tornare a contemplare l'Iperuranio, sede delle idee, per assorbirne la sapienza, prima di rinascere in un altro corpo. Chi è ritornato subito sulla terra si reincarnerà come una persona ignorante o comunque lontana dalla saggezza filosofica, mentre coloro che sono riusciti a contemplare l'Iperuranio per un tempo più lungo rinasceranno come saggi e come filosofi. I primi saranno più facilmente soggetti all'oblio, ovvero alla dimenticanza e all'ignoranza, che li porterà a scambiare le apparenze sensibili per la vera realtà. I potenziali filosofi invece conserveranno dentro di sé qualche bagliore che, se opportunamente stimolato, potrà provocare in loro la scintilla del ricordo, attraverso intuizioni e lampi improvvisi, invitandoli alla ricerca della vera sapienza. Come Platone stesso suggerisce in numerosi passi, anche per i filosofi è impossibile recuperare completamente la reminiscenza del mondo delle Idee. La conoscenza della verità è propria solo degli dèi, che l'osservano sempre. I filosofi tuttavia non la desidererebbero con tanta forza se non l'avessero già vista prima di incarnarsi, e non fossero certi in qualche modo della sua esistenza.
Il tema platonico dell'oblio si connette in proposito con quello di inconscio, nozione introdotta per la prima volta da Platone, che parla di saggezza offuscata, ma non cancellata del tutto. Si tratta di un oblio delle idee, rimaste sepolte e dimenticate nell'inconscio dell'anima, che è vissuto drammaticamente dal filosofo come una grave perdita. Egli descrive la triste condizione dell'oblio soprattutto nel mito della caverna, dove gli uomini sono condannati a vedere soltanto le ombre del vero, e condannano i pochi illuminati che, usciti fuori dalla caverna, intendono svelare loro la luce del sole.

### Nella letteratura
Per il suo intrinseco valore romantico il concetto di oblio è stato sovente utilizzato in poesia, vi si trovano riferimenti in Petrarca («Passa la nave mia colma d'oblio») o in Foscolo («Involve tutte cose l'obblio nella sua notte»), per il quale l'oblio è visto come un antagonista alla vita eterna che la poesia può garantire attraverso il ricordo delle persone e delle generazioni future. In tale contesto l'oblio assume un'accezione fondamentalmente negativa e diventa un nemico dell'uomo che aspira all'immortalità.
Dante nel canto ventottesimo del Purgatorio fa riferimento all'oblio come passo necessario per passare dal luogo di purificazione delle anime, il Purgatorio appunto, al Paradiso. Bere l'acqua del fiume Lete, infatti, implica il dimenticarsi di tutti i propri peccati e diventa in questo contesto un passo necessario accedere ad una vita di superiore virtù.
Friedrich Nietzsche considera l'oblio una necessità per ciascun uomo per conseguire la felicità. Le superiori capacità mnemoniche degli uomini sugli animali sono, per il filosofo, una delle cause di sofferenza, infatti:
(Citato da Sull'utilità e il danno della storia per la vita, seconda delle Considerazioni inattuali)

L'oblio è anche un tratto ineluttabile, ineludibile della nostra esistenza, secondo l'amara confessione di Baudelaire, in «quella confidenza orribile bisbigliata / al confessionale del cuore», da quella aimable et douce femme della poesia Confession: 
(Dalla raccolta di poesie I fiori del male)

### In psicologia

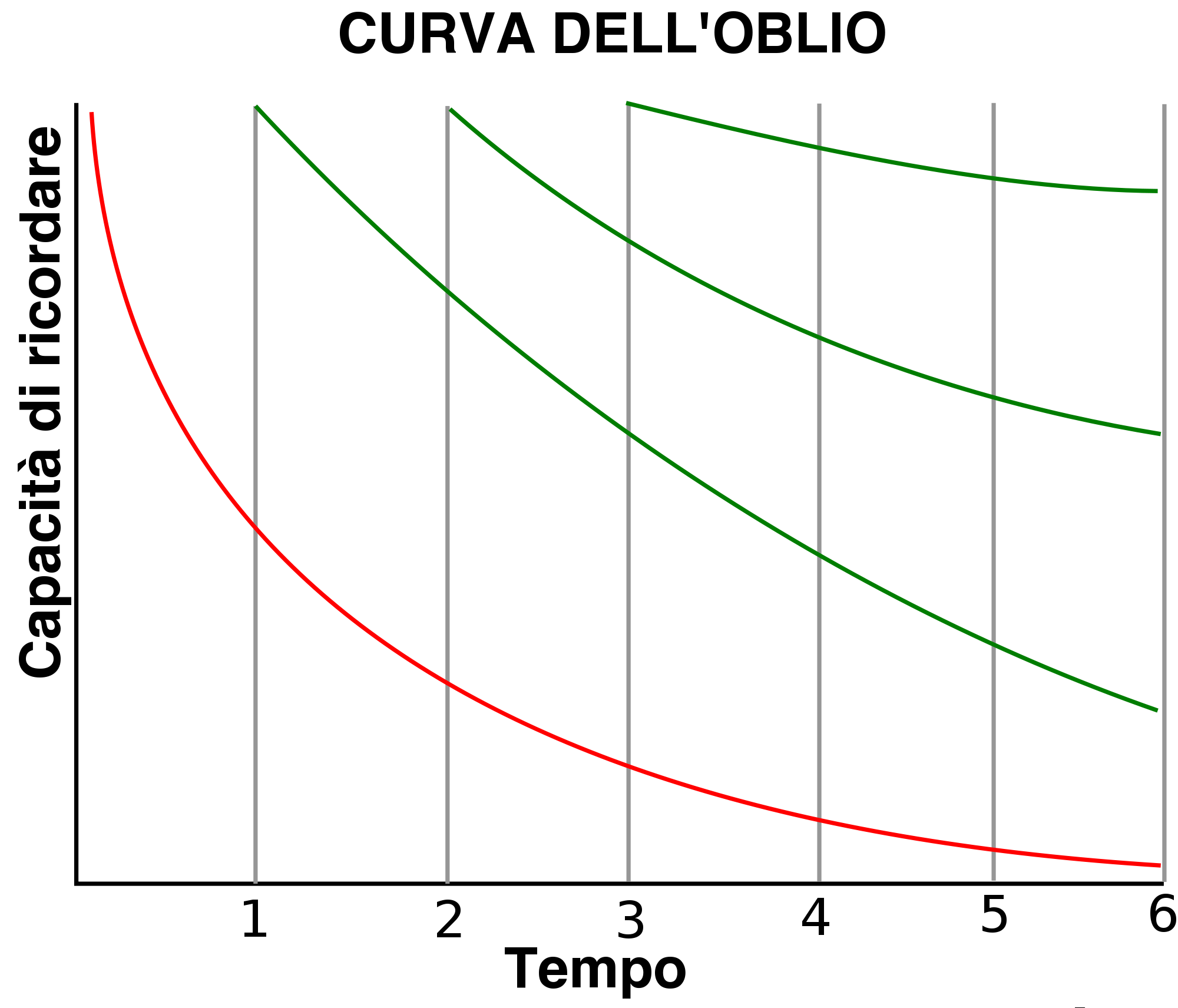
Rappresentazione grafica di curve dell'oblio

Il concetto di oblio è collegato ad alcune funzioni specifiche della memoria.
Sigmund Freud identifica l'oblio come una delle facoltà difensive della mente umana, che tende ad allontanare dalla sfera della consapevolezza, per ragioni difensive contenuti mnemonici e pensieri ritenuti minacciosi, attraverso un processo di rimozione. Non accade solo per individui con disturbi mentali, ma anche le persone normali attuano la rimozione. Questi ricordi spiacevoli comunque non vengono persi totalmente ma rimangono inconsci e repressi.
Hermann Ebbinghaus identifica la curva dell'oblio quale rappresentazione delle dinamiche di memorizzazione relazionate al tempo di ritenzione delle informazioni. Ebbinghaus si era reso conto che l’oblio nel tempo non procede con andamento regolare. Notó nella curva delle irregolarità, che avvenivano soprattutto quando si supera il limite delle 9 ore. Nei tempi lunghi l’oblio era minore e vi era poco calo tra la fascia di 9 ore quella di un giorno (24 ore). Ebbinghaus pensó che le differenze fossero dovute all’effetto del sonno, però non continuò  gli studi e abbandonò questa ipotesi. I suoi studi sono alla base di alcune moderne tecniche di memorizzazione come la ripetizione dilazionata.
Nel 1924 J.G Jakins e K.M Dallenbach dimostrarono uno sleep effect (effetto del sonno). Riscontrarono che dopo 8 ore la memorizzazione di una lista il ricordo era migliore se il tempo era trascorso dormendo, perché il sonno facilità la conservazione della traccia mnesica. Questo perché chi dorme non impara nulla di nuovo e perché durante il sogno le informazioni acquisite vengono organizzate ed elaborate.

### Nel diritto
Con riferimento alla tutela della privacy, esiste in Italia il principio del Diritto all'oblio.

#### Nel web
Il diritto ad essere dimenticati online consiste nella cancellazione dagli archivi online, anche a distanza di anni, di tutto il materiale che può risultare sconveniente e dannoso per soggetti che sono stati protagonisti in passato di fatti di cronaca.